# Mim Ekelund
Mim Ekelund, egentligen Ida Elisabet Hanna Hilda Sofia Ekelund, född 8 november 1902 i Lund, död 16 november 1982 i Helsingborg, var en svensk dansös och skådespelerska.
Ekelund tillhörde en stor prästsläkt och har bland annat anor tillbaka till 1400-talet.

## Biografi
Ekelund var utbildad dansös men engagerades vid teatern och filmen.[källa behövs] Hon filmdebuterade 1923 i Karin Swanströms film Boman på utställningen och kom att medverka i ett 20-tal filmer.
Hon blev skådespelaren Edvard Perssons andra fru. De gifte sig under en paus under inspelningen av filmen Lördagskvällar 1933. Mim och Edvard Persson flyttade 1950 till Jonstorp utanför Höganäs där hon bodde till sin död.
Ekelund ligger begravd tillsammans med maken på Jonstorps kyrkogård.

## Filmografi (urval)
- 1923 – Boman på utställningen
- 1924 – Högsta vinsten
- 1927 – På kryss med Blixten
- 1927 – Vad kvinnan vill
- 1928 – Hattmakarens bal
- 1932 – Svarta rosor
- 1932 – Sten Stensson Stéen från Eslöv på nya äventyr
- 1936 – Söder om landsvägen
- 1939 – Kalle på Spången
- 1941 – Snapphanar
- 1942 – Stinsen på Lyckås
- 1943 – Livet på landet
- 1944 – När seklet var ungt
- 1945 – Den glade skräddaren
- 1947 – Jens Månsson i Amerika
- 1949 – Sven Tusan
- 1951 – Greve Svensson
- 1953 – Flickan från Backafall
- 1955 – Blå himmel
- 1956 – Där möllorna gå...